# Albert Bruce Matthews
Generaal-majoor Albert Bruce Matthews (Ottawa, 12 augustus 1909 - Toronto, 12 september 1991) was een Canadees militair, zakenman en politicus. Vanaf november 1944 gaf hij leiding aan de Canadese 2e infanteriedivisie die een grote rol speelde tijdens de bevrijding van Nederland.

## Voor de oorlog
Matthews was een zoon van Albert Edward Matthews, een "broker" die een prominente rol speelde in de Liberal Party of Canada en in 1937 luitenant-gouverneur van de provincie Ontario werd. Hij volgde zijn opleiding aan het Upper Canada College in Toronto en aan de Universiteit van Genève. Later zou hij voor het familiebedrijf gaan werken.
In 1937 trouwde hij met Victoria Thorne; zij kregen samen drie kinderen.

## Militaire loopbaan
Albert Bruce Matthews begon zijn loopbaan in het Canadese leger in 1928. Nadat in 1939 de Tweede Wereldoorlog uitbrak, werd hij bij de 1e Infanteriedivisie ingedeeld en naar Engeland gezonden. Hij had inmiddels de rang van majoor bereikt. In januari 1943 werd hij gepromoveerd tot brigadier, waarmee hij de jongste van deze rang in het Canadese leger werd.
Hij gaf de eerste keer leiding aan gevechtshandelingen in juli van dat jaar tijdens de landing op Sicilië. Daar leidde hij onder andere de aanval op Agira en kwam hij onder direct vijandelijk vuur. Zijn divisie zou later verder Italië intrekken. Matthews keerde in januari 1944 terug naar Engeland en werd bevorderd tot hoogste artillerieofficier van het 2e Legerkorps. Het korps speelde een belangrijke rol tijdens het offensief in Normandië. Zo was Matthews betrokken bij Operatie Atlantic, Operatie Spring bij Caen en Operatie Tractable. Bij al deze offensieven stelde hij de gevechtsplannen van de artillerie op.

## Bevrijding van Nederland
In november 1944, na de bloedige Slag om de Schelde, werd Matthews bevorderd tot generaal-majoor en kreeg hij de leiding van de 2e infanteriedivisie. Hij onderscheidde zich onder andere door zijn bijdrage aan de bevrijding van Walcheren. Zijn divisie was betrokken bij de Operaties Veritable en Blockbuster in de winter van 1945, waarbij onder leiding van veldmaarschalk Bernard Montgomery het gebied tussen de Roer en de Rijn werd bezet. Daarbij wist zijn divisie te voorkomen dat een aantal bruggen over de Rijn werd vernietigd door terugtrekkende Duitse troepen.
Nadat zijn troepen de Rijn overgestoken waren bogen zij af naar noordwestelijke richting, en bevrijdden het noorden van Nederland. De zwaarste veldslag die zij leverden was in april 1945 bij de Bevrijding van Groningen. Eind april bevrijdden zij Delfzijl. Daarna bezette de 2e infanteriedivisie het Duitse Oldenburg en zij waren Wilhelmshaven al genaderd toen op 5 mei de Duitsers zich overgaven.

## Na de oorlog
Alhoewel Matthews een grote carrière in het leger gemaakt had, keerde hij na de oorlog terug in het zakenleven. Hij werd onder andere directeur van het mediabedrijf Standard Broadcasting en in 1978 was hij kort president-directeur van Massey Ferguson, een bouwer van landbouwmachines. Hij was daarnaast, van 1958 tot 1961, voorzitter van de Liberal Party of Canada en was eens een serieuze kandidaat voor het ambt van Gouverneur-generaal van Canada, maar werd voor die functie uiteindelijk toch te veel als een partijman gezien.
Matthews bezocht in 1951 en 1982 Groningen voor herdenkingen. Aan de muur van zijn kantoor hing vele jaren een kaart van Noord-Nederland.

## Decoraties
- Commandeur in de Orde van het Britse Rijk in september 1944[4][5]
- Orde van Voorname Dienst (DSO) in september 1943[6][5]
- Onderscheiding van de Canadese Strijdkrachten
- Grootofficier in de Orde van Oranje-Nassau met Zwaarden op 22 december 1945[7][5]
- Ereburger van de stad Groningen
- Chevalier in het Legioen van Eer
- Croix de Guerre met Palm